# Люботин (Волынская область)
Люботин (укр. Люботин) — село в Любешовской поселковой общине Камень-Каширского района Волынской области Украины.
До 2020 года входило в Любешовский район.
Код КОАТУУ — 0723183602. Население по переписи 2001 года составляет 127 человек. Почтовый индекс — 44230. Телефонный код — 3362. Занимает площадь 0,004 км².